# Битва золотих шпор (1302)
Битва золотих шпор, також відома як Битва при Куртре — битва, що відбулася 11 липня 1302 року під Куртре (Фландрія) під час франко-фламандської війни.

## Передумови
Після поразки 1214 року англійського короля Іоанна I в битві при Бувіні, у справи Фландрії все частіше почали втручатися французькі монархи, давно зацікавлені в економічно розвиненому регіоні і контролі за єдиним плацдармом можливого англійського наступу. Людовик IX Святий зміг привернути до себе фламандських графів, проте міста категорично відмовилися переорієнтуватися на Францію і для їх приборкання граф Тьєррі I почав видавати хартії й різноманітні привілеї, які відкрили ще більші можливості збагачення на торгівлі з Англією.
Багаті Брюгге, Гент, Іпр, Лілль, Сент-Омер та Камбре мали типове патриціанське управління, при якому влада в містах та купецьких гільдіях перебувала в руках кількох впливових сімей. Прагнучи обмежити владу патриціїв, фламандський граф Гі I де Дампьєр у 1280 році підтримав повстання невдоволених ремісників Іпру, завдяки чому зумів посилити свою владу в містах. Це викликало невдоволення патриціату, який, остерігаючись втрати міської автономії, звернувся по захист до французького короля Філіпа IV. В результаті його втручання, в 1287 році Бальї Вермандуа став представником короля в Фландрії і зумів поставити під контроль усі дії графа.
Для протидії цьому, у 1294 році Дампьєр уклав з англійським королем Едуардом I угоду про влаштування шлюбу своєї доньки з принцом Вельським. Шлюб цей не відбувся, оскільки Філіп IV зумів виманити Гі I разом із синами до Парижу, де полонив їх і звільнив лише після прибуття доньки Дампьєра — Філіппи — до королівського двору в якості заручниці. Крім того, Філіп IV надав підтримку суперникам Гі I, уклавши союз з графами Голландії, Зеландії та Ено, що підштовхнуло Дампьєра відкрито перейти на бік Англії.
9 січня 1297 року граф Фландрії надіслав Філіпу IV листа, в якому оголосив про відмову від омажу. У відповідь французька армія вдерлася до Фландрії, де її радісно зустрічали містяни, які виносили ключі від брам. Не отримавши допомоги від Англії, що в цей час вела війну з Шотландією, в 1300 році Гі I з молодшими синами був змушений здатись у полон. Філіп IV розмістив в містах Фландрії свої залоги.
Невдовзі високі податки, встановлені французьким намісником Жаком де Шатійоном, а також підтримка ним феодалів та обмеження прав міського патриціату спричинили навесні 1302 року повстання в Брюгге на чолі із старшиною цеху ткачів Петером де Конінком. 17 травня до міста підступили Жак де Шатійон і королівський радник П'єр Флот, в супроводі 800 вояків. Налякані городяни здалися і французи увійшли до Брюгге. Проте вночі в місто повернулися керівники заколоту, що спричинило нове повстання. Було знищено французьку залогу, а Шатійон втік до замку Куртре. Ця подія отримала у сучасників назву «Брюггської п'ятниці» (або «Доброї п'ятниці»), а в історію увійшло як «Брюггська утреня».
Повстанці звернулися до інших фламандських міст з проханням про допомогу. В результаті лише Гент залишився вірним королю Франції. Армію очолили Вільгельм Юліхський та його стрийко Гі де Намюр (молодший син графа Гі I де Дампьєра). Невдовзі до основних сил долучився Жан III де Ренесс, а також Ян Борлу з Генту, що привів власний загін, не зважаючи на незгоду гентського патриціату.
Невдовзі було захоплено місто Ауденарде, а 26 червня повстанці підійшли до замку Куртре. В свою чергу король Франції відправив до Фландрії армію на чолі із своїм родичем Робером II, графом д'Артуа. Останній підійшов до Куртре 8 липня.
Протягом 3 днів відбувалися сутички. Фламандці вирішили чекати супротивника на своїх позиціях. Робер II активно здійснював розвідку. Так, він купив у якогось П'єра л'Оррібля за 13 паризьких ліврів 10 су 10 деньє план фламандських укріплень.

## Сили сторін

### Фламандці
За Людовиком ван Вельтом («Історичне свічадо», бл. 1316 рік) фламандська коаліція мала 13 тис. вояків, а «Гентські аннали» надають цифру 60 тис. За оцінками дослідників XX ст. повстанці мали від 7378 до 11 тис. або 8-10,5 тис. піхотинців. Є згадка про арбалетників, яких було до 500.
За сучасними дослідженнями — Брюгге вислав 3 тис., Брюгге і прибережна Фландрія — 2,5 тис., Східна Фландрія — 2,5 тис. (з 700 гентців Жана Борлу), Іпр — близько 500 осіб. Зі шляхтою і дворянами і резервом в 500 осіб, чисельність фламандців доходила до 9 тис. воїнів.
Кілька джерел підтверджують, що армія фламандців складалася здебільшого (якщо не повністю) з піхоти простолюдинів, оскільки шляхта і патриції, що зазвичай виставляли кінноту, залишилися вірними французькому королю. Загалом кінноти за різними оцінками було від 30 до 500 осіб.
Піхотинці стояли на зразок фаланги в щільному строю в декілька шеренг. Перша шеренга складалася з вояків із піками, друга була озброєна годентагами. Наступні шеренги почергово були озброєні піками й годентагами. Загалом було 8-10 шеренг.
З обладунків були кольчужні капюшони з начерепніками, щити-баклери з умбоном, стьобані гамбезони, іноді поверх них гауберки, броньовані рукавички; зі зброї — арбалети, списи, годентаги, піки, мечі, фальшіони.

### Французи
За «Великими французькими хроніками» чисельність французької армії була великою — «багато відомих французьких лицарів і безліч піхоти». «Хроніка графів фландрських» вказує на 20 тис. французів. Людовик ван Вельт, дає цифру 7024 вояків. За сучасними підрахунками було близько 2,5-3 тис. лицарів і зброєносців, 4-5 тис. піхотинців, з них 1 тис. арбалетників, 1-2 тис. зі списами і 2 тис. бідо (озброєні парою дротиків, списом і ножем на поясі).
У піхоті служили переважно арбалетники-італійці, що мали кольчужні каптури, бацинет, меч і сагайдак на перев'язі, і легкоозброєні іспанці-бідо.

## Перебіг
Битва почалася 11 липня. Перед тим на загальній раді очільником фламандського війська було призначено Жана де Ренесса. Він вишикував свої війська перед замком, щоб запобігти об'єднанню тамтешньої залоги з французьким військом. Фламандці зайняли кут між містом Куртре і річкою Ліс, яка опинилася у них в тилу. Перед лівим флангом знаходився струмок Гренінге, перед правим — Гроті. Для піднесення морального духу повстанців, лицарі залишили коней, ставши битися пішки. Також Петера де Конінка разом з його 2 синами та ще 30 заможними містянами було висвячено на лицарів.
На правому фланзі став загін з Брюгге на чолі із Вільгельмом Юліхським, в центрі — представники Східної Фландрії, зліва — загони з Ауденарда, Гента, Куртре, Алости на чолі із Гі де Намюром. На флангах також було вирито додаткові рови, яких було заповнено водою й замасковано. Жан де Ренесс очолив резерв за центром. Загон з Іпру в 500 вояків стежив за залогою замку Куртре і охороняв тил фламандського війська. Перед фронтом розташувалися фламандські лучники.
Напередодні Рауль де Клермон вказав на небезпеку для лицарів, якщо вони будуть битися на іншому березі струмка. У разі відступу, струмки стануть пасткою для кінноти. Він радив виманити фламандців у поле. Жан де Бюрле, гран-метр (очільник) арбалетників, запропонував за допомогою піхоти змусити фламандців відступити. Тоді лицарі зможуть нанести вирішальний удар. Годфруа де Арсхот пропонував за краще не атакувати, а вимотати фламандців, змусивши їх простояти весь день в строю, без їжі і води, на наступний день вони вже не зможуть битися. Втім Роберт д'Артуа вирішив почати бій. Кіннота вишукувалася у 8 баталій (по 6-21 «значків» в кожній), перед якими було поставлено піхоту. В резерві залишилося 2 баталії кінноти.
Битва почалася о 6-й ранку з перестрілки між фламандськими лучниками і арбалетниками з французькими бідо і арбалетниками. Поступово фламандці відступили. Французькі піхотинці просунулися вперед, їх стріли почали досягати рядів фламандських шеренг, невдовзі французи минули рови і навіть вступили в ближній бій. В цей час Роберт д'Артуа зупинив наступ піхоти. Причиною цьому називають 2: «Стара хроніка Фландрії» вказує на гонор шляхти, що не бажала розділювати перемогу з піхотою, «Фландрська хроніка» вважає, що лицарі атакували тому, оскільки вирішили, що фламандці тікають. За ще однією версією Роберт д'Артуа вирішив, що піхоті зрештою забракне сил прорвати шеренги супротивника.
Після відступу піхоти проти фламандців було спрямовано 7 баталій кінноти. Більшість французької піхоти встигло розійтися по флангах. Ліве крило (4 баталій Рауля де Клермона) перейшло струмок Гроті і атакувало правий фланг і частину центру фламандців, розігнавши їх лучників, що сховалися в тилу. Проте шеренги ополчення Брюгге витримало удар. Фламандці з довгими списами і годентагами отримали чималу перевагу над французами, які не мали достатньо простору для маневру. Годфруа де Арсхот скинув на землю Вільгельма Юліхського, зрубав його штандарт, навіть пробився крізь шеренги фламандців, але зрештою його стягли з коня і вбили. Невдовзі загинув де Клермон.
У центрі французи спочатку змусили перші шеренги втікати. Для втримання ситуації сюди на допомогу поспішив Жан де Ренесс з резервом, змусивши французьких лицарів зупинитися, а потім відступити. У цей момент праве крило французької кінноти (3 баталії) перетнуло струмок Гренінге і атакувало лівий фланг фламандців, але ті витримати натиск.
В цей час залога Куртре вирішила прийти на допомогу. Проте загін з Іпру залишився біля замкових воріт і успішно відбив атаку французів. Зрештою фламандці розпочали загальну контратаку. Вони стали тіснити французьких вершників до води. Серед останніх почалася паніка.
Робер де Артуа зрозумів, що його армія буде розбита, і сам кинувся в атаку з 8-ю баталією, одночасно наказавши резерву із 2 баталій вступити в бій. Спочатку д'Артуа вдалося домогтися успіху, заглибитися у фламандські шеренги, викликавши паніку військ на чолі із Гі де Намюром. Але на допомогу фламандців прийшло підкріплення на чолі із Віллемом ван Сефтінґе, світським абатом Тер Дуст (неподалік від Брюгге), який вбив Роберта д'Артуа (сталося близько 15 години). Залишки його баталії були загнані до води і, незважаючи на відчайдушний опір, майже повністю перебиті, включаючи коней. Багато хто потонув, намагаючись врятуватися. Полонених не брали.
Завершивши розгром кінноти, фламандці перейшли струмки і рушили на 2 баталії, які навіть не встигли вступити у бій, і розпочали втечу разом з піхотою. Фламандці переслідували їх протягом 10-11 км до Лілля і Турне.

## Втрати
Загальна чисельність французьких загиблих склала 1—1,5 тис. вояків. З них більшість — 700 лицарів, серед яких командувач Роберт д'Артуа, конетабль Рауль де Клермон, його брат маршал Гі І де Клермон, маршал Симон де Мелун, канцлер П'єр Флот, Арно де Веземель, маршал Брабанту, 63 аристократи, Жан де Бюрле, очільник арбалетників. Серед аристократів був лише один полонений — Матьє де Трі де Фонтенуа.
Втрати фламандців невідомі, але за підрахунками становили 100—300 вояків. Втім висловлюється думка, що число убитих фламандців не поступалася кількості полеглих французьких вершників.
Фламандці розграбували тіла французів, знявши з лицарів кілька сотень золотих шпор, які вони розвісили в церквах Куртре і Брюгге. Звідси походить назва самої битви.

## Політичні наслідки
Ця перемога мала більш моральне значення, оскільки не призвела до закінчення війни з Францією. Вже 1303 року французький король відправив нове військо. 1303 року фламандці в битві при Арку знову завдали поразки французам. Тому у вересні 1303 року Філіп IV був змушений укласти перемир'я зі старшим з синів Гі I де Дампьєра — Філіпом, графом Теано, й звільнити його батька й братів.
Проте в 1304 році фламандський флот було переможено у битві при Зерікзее в Зеландії (тут знову потрапив у полон Гі де Дампьєр), а французька кінноти взяла реванш у битві при Мон-ан-Певеле. У червні 1305 року в Аті-сюр-Орж фламандці вимушені були укласти мирний договір з французьким королем на досить жорстких умовах — Фландрія повинна була виплатити 20 тис. ліврів щорічно до королівської скарбниці Франції, а також одноразово 400 тис. ліврів репарацій. У заставу французький король отримував частину графства Фландрія, зокрема замки Кассель і Куртре, каштелянства Лілль, Дуе і Бетюн (їх остаточно передано 1312 року).
Неодноразові спроби протягом 1314—1316 років нового фландрського графа Роберта III повернути втрачене тривали до 1320 року, коли він зрештою приніс омаж Філіппу V, королю Франції.

## В культурі
З початком національного відродження Бельгії ця битва у Фландрії стала частиною національного культу. Цій битві було присвячено картину (1836 рік) і гравюру (1895 рік) художників Нікеза де Кейзера і Джеймса Енсора відповідно, роман «Фламандський лев» 1838 року (за гаслом повстанців) Гендріка Консіанса. За цим романом 1985 року було створено кінофільм. 1847 року поет Іпполит ван Пеене і композитор Карел Мірі склали пісню «Фламандський лев».
Для надихання спротиву Німеччини в 1914 році (з початком Першої світової війни) для звитяги фламандців звертався король Альберт I. Тому перемога бельгійців того ж року в битві при Галені отримала назву «битва срібних шоломів».
У 1973 році дата битви була офіційно закріплено як офіційне свято фламандців. також цю битви використовували сепаратистські фламандські рухи, що прагнуть відокремитися від Бельгії.